# Марафон желаний
«Марафо́н жела́ний» — российская комедийная мелодрама Даши Чаруши. В главных ролях — Аглая Тарасова и Кирилл Нагиев.
Премьера фильма в России состоялась 23 января 2020 года. Премьера на «Первом канале» состоялась 12 июня 2021 года.

## Сюжет
Маникюрша Марина из Воронежа хочет выйти замуж за своего любимого. Она без устали «работает» над своими отношениями — вкладывается в ремонт квартиры жениха, заказывает ресторан, добывает шикарное свадебное платье. По совету лучшей подруги Лизы Полосухиной она начинает вести список «мечт» в отдельном блокноте. Однако вскоре выясняется, что Лёша под влиянием своей матери Лены намерен разорвать отношения.
В отчаянии Марина по совету Полосухиной берёт билет из Воронежа в Ханты-Мансийск, где проходит крупнейший тренинг по воплощению желаний в жизнь. Апофеозом для Марины должен стать момент, когда она, отстояв огромную очередь, сможет подойти к ведущей семинара — волшебнице, объятия которой наполнены магией и гарантируют счастье в личной жизни.
Но в планы Марины вносит коррективы пересадка в Петербурге в аэропорту «Пулково», где она вступает в конфликт с москвичом Сашей, также летящим в Ханты-Мансийск: чтобы помочь женщине, чьи дети рассыпали содержимое маминой сумки, Марина пропускает Сашу вперёд, и он оказывается последним из зарегистрированных на нужный рейс, а Марине предлагают ждать следующего. Марина начинает требовать от Саши вернуть ей «её место», но Саше тоже надо в Ханты-Мансийск, ведь там супер-шеф из Италии на деньги местного олигарха проводит конкурс по отбору поваров в свою команду, а Саша — повар, который мечтает о работе именно с этим шефом.
Марина оказывается в отделении полиции аэропорта, где не может заплатить штраф, так как свой кошелёк она случайно положила в сумку той женщины, которой помогала. Вскоре в отделении полиции обстоятельств оказывается и Саша, который попал в историю с многодетной матерью, которую он якобы оскорбил.
В итоге долгих перипетий это знакомство поможет Саше попасть в команду шефа, а Марине — встретить любовь в лице Саши. Та женщина, которой Марина решила помочь собрать рассыпавшиеся вещи, и была ведущей семинара.

## В ролях
| Актёр | Роль                           |
| --- | ------------------------------ |
| Аглая Тарасова | маникюрщица Марина Гамынина    |
| Кирилл Нагиев | повар Александр Кошкин         |
| Мария Миногарова | Лиза Полосухина подруга Марины |
| Макар Запорожский | Лёша жених Марины              |
| Юлия Ауг | Людмила мать Лёши              |
| Алина Недобитко | Соня Толмацкая                 |
| Ева Жук | сотрудница VIP-зала            |
| Екатерина Шумакова | девушка на стойке регистрации  |
| Яна Троянова | Пуси Пауэр                     |
| Антон Ромм | охранник                       |
| Алексей Симонов | Паша                           |
| Полина Филоненко | Ирина сотрудница полиции       |
| Анна Шатилова | голос вселенной                |
| Елена Блиновская | главная по исполнению желаний  |
| Платон Блиновский Мирон Блиновский | близнецы                       |
| Ольга Виниченко | Ира                            |
| Екатерина Варнава | Снежа                          |
| Людмила Данченко | Лола                           |
| Ольга Ефремова | Вита                           |
| Тина Тарусина | Нина                           |
| Павел Деревянко | Никита                         |
| Александр Гудков | Паша                           |
| Джакомо Ломбарди | Массимо Ферраньи               |
| Ирина Миллер-Рузанова | ассистентка Массимо Ферраньи   |
| Михаил Орлов | дядя Петя                      |
| Софья Горелик | модная цыганка                 |
| Юлия Башорина | женщина с фатой                |
| Анна Цуканова-Котт | шеф-повар ресторана            |
| Полина Зуева | Лариса Васильевна              |
| Денис Пьянов Андрей Ильичёв | сотрудники аэропорта           |
| Алиса Лозовская | женщина с фатой                |
| Светлана Совенко | посетительница                 |
| Злата Совенко | девочка в аэропорту            |
| Полина Бахаревская Евгения Свиридова Алёна Митюшкина Вера Зощенко Анастасия Никитина Александра Сыдорук Дарья Перова Наталья Щербакова Мария Щекатурова | клиентки                       |
| Ольга Леснова | сотрудница авиакомпании        |
| Татьяна Мишина | соседка                        |
| Александр Билиньков | бармен                         |